# Enaretta
Enaretta is een kevergeslacht uit de familie van de boktorren (Cerambycidae). De wetenschappelijke naam van het geslacht werd voor het eerst geldig gepubliceerd in 1864 door Thomson.

## Soorten
Enaretta omvat de volgende soorten:
- Enaretta acaciarum Aurivillius, 1925
- Enaretta aethiopica Breuning, 1938
- Enaretta brevicauda Breuning, 1939
- Enaretta brevicornis Lacordaire, 1872
- Enaretta castelnaudii Thomson, 1864
- Enaretta caudata (Fåhraeus, 1872)
- Enaretta conifera Aurivillius, 1922
- Enaretta montana Breuning, 1938
- Enaretta paulinoi (Quedenfeldt, 1885)
- Enaretta somaliensis Breuning, 1939
- Enaretta varia (Pascoe, 1886)